# Doxocopa callianira
Doxocopa callianira är en fjärilsart som beskrevs av Ménétriés 1855. Doxocopa callianira ingår i släktet Doxocopa och familjen praktfjärilar. Inga underarter finns listade i Catalogue of Life.